# Teheranska konferenca
Teheranska konferenca je bila najpomembnejša politična konferenca, ki je potekala od 28. novembra do 1. decembra 1943 v Teheranu v Iranu. Na konferenci so se srečali veliki trije: Winston Churchill, predsednik vlade Združenega kraljestva, Franklin Delano Roosevelt, predsednik Združenih držav Amerike, in Josif Stalin, predsednik Sovjetske zveze. To je bila prva od treh konferenc, na kateri so se srečali veliki trije. Čeprav so veliki trije na konferenco prispeli z različnimi cilji, je bil glavni izid teheranske konference odločitev zahodnih zaveznikov, da odprejo drugo fronto proti nacistični Nemčiji. Konferenca je obravnavala tudi odnose 'velikih treh' zaveznikov s Turčijo in Iranom, vojaške operacije v Jugoslaviji in proti Japonski ter predvideno povojno rešitev. Poseben sporazum, podpisan na konferenci, je zavezal, da bodo veliki trije priznali neodvisnost Irana.

## Konferenca
Konferenca se je začela 28. novembra 1943 v Teheranu. 
Pogovori so potekali o prihodnji ureditvi Evrope, o bodočih mejah znotraj nje in o možni razdelitvi poražene Nemčije. Na tej konferenci so tudi sprejeli sklep, da poslej kot edino legitimno vojaško silo na področju Jugoslavije priznavajo partizansko vojsko pod vodstvom Josipa Broza - Tita.
Poleg teh sklepov so se dogovorili, da bo po vojni Iran postal suverena in neodvisna država.
Sprejeli so deklaracijo o povečanem prizadevanju za čim hitrejši in uspešnejši konec vojne in se dogovorili za iskreno sodelovanje tudi po vojni. O nadaljnjih vojaških in političnih potezah v vojni in po njej, še  posebej so se dogovarjali o odprtju druge fronte, ki bi razbremenila nemški pritisk na vzhodu, o tem so se zavezniki pogovarjali še vse leto 1943, dokler niso konec leta sprejeli dokončnih sklepov na konferenci v Teheranu. Voditelji ZDA, Velike Britanije in SZ, Roosevelt,Churchill in Stalin so se v strogi tajnosti sestali v Teheranu. Ker je Stalin tako močno vztrajal za odprtje nove fronte na zahodu, so se veliki trije dogovorili, da bodo junija 1944 v Franciji odprli drugo fronto.
Po trdih pogajanjih so sklenili:
- da se bo zavezniška invazija čez Rokavski preliv začela junija 1944

- da jo bodo podprli še z izkrcanjem v južni Franciji in s sovjetsko ofenzivo na vzhodni fronti

- da je najnevarnejši nasprotnik Nemčija in da jo je treba premagati prej kot Japonsko

- da bo SZ po padcu Nemčije napadla Japonsko

Pogovori so potekali še o:
- prihodnji ureditvi Evrope,

- o bodočih mejah znotraj Evrope

- o možni razdelitvi poražene Nemčije.

- sprejmejo sklep, da poslej kot edino legitimno vojaško silo na področju Jugoslavije priznavajo partizansko vojsko pod vodstvom Josipa Broza - Tita.

- da bodo vzhodni deli Poljske pripadali SZ.

Teheranska konferenca je okrepila protifašisticno koalicijo, vendar pa je obenem razkrila različne interese zahodnih in vzhodnih zaveznikov, kar je po vojni povzročilo hladno vojno. Zahodni zavezniki niso bili enotni. Churchill je razmišljal o napadu na Balkan, s čimer bi preprečil sovjetski predor na zahod. Roosevelt je hotel, da se izkrcajo v Franciji, od koder bi najlažje premagali Nemce. Stalinu pa se je šlo predvsem za to, da bi se fronta na zahodu sploh odprla.
Konferenca se je končala 1. decembra 1943.